# Зейдельман, Карл
Карл Зейдельман (нем. Karl Seydelmann; 24 апреля 1793, Глац, — 17 марта 1843, Берлин) — немецкий актёр переходного периода от романтизма к реализму.

## Биография
Родился в семье состоятельного торговца. Уже школьником участвовал в театральных постановках. В 1810 году, в годы Наполеоновских войн, поддавшись патриотическому порыву, поступает в прусскую армию. После окончания военных действий гарнизонная служба не удовлетворяет молодого талантливого человека, в 1815 году он оставляет военную службу и начинает работать актёром в труппе театра Бреслау. На протяжении нескольких десятилетий Зейдельман выступает в театрах Праги, Граца, Штутгарта, Касселя. Последние пять лет жизни Зейдельман живёт и работает в Берлине. Эти годы (1838—1843), проведённые в Берлинском театре, были вершиной актёрского творчества Зейдельмана.
Актёр популяризовал и продолжал на немецкой сцене идеи Шрёдера[уточнить]. Будучи яростным поборником реалистического направления в театре, разделял идеи движения «Молодая Германия». Недаром столь восторженно относился к игре Зейдельмана крупнейший драматург «Молодой Германии» Карл-Фердинанд Гуцков. Интересно, что среди зрителей, восхищавшихся игрой актёра, был и молодой Карл Маркс. Одним из лучших было исполнение Зейдельманом роли Мефистофеля гётевском «Фаусте».
Зейдельман за свою творческую жизнь сыграл великое множество ролей. Но наиболее удачной его игра была в пьесах Шекспира, Гёте, Шиллера, Лессинга.

## Наиболее яркие роли
- Франц Моор в пьесе «Разбойники» Шиллера
- Кальб, Вурм и Президент в пьесе «Коварство и любовь» Шиллера
- Филипп II в пьесе «Дон Карлос» Шиллера
- Альба в пьесе «Эгмонт» Гёте
- Карлос в пьесе «Клавиго» Гёте
- Мефистофель в пьесе «Фауст» Гёте
- Гамлет в трагедии «Гамлет» Шекспира
- Лир в трагедии «Король Лир» Шекспира
- Макбет в трагедии «Макбет» Шекспира
- Шейлок в пьесе «Венецианский купец» Шекспира
- Ричард III в драме «Ричард III» Шекспира
- Маринелли в пьесе «Эмилия Галотти» Лессинга
- Натан в пьесе «Натан Мудрый» Лессинга
- Тартюф в комедии «Тартюф» Мольера.